# J. Henry Dunant (schip)
Er waren drie schepen met de naam J. Henry Dunant voor het Nederlandse Rode Kruis in de vaart, dat er vaartochten mee organiseerde voor mensen die bijzondere zorg nodig hadden. Vanwege een koerswijziging van de speerpunten van het Rode Kruis, werd het laatste schip met die naam in 2016 afgestoten.

## (Voor)geschiedenis
Het eerste schip voor recreatieve vaartochten voor zieken en gehandicapten, de Gelderlander, werd gehuurd van Rederij Zwaag in 1951. Wegens gebleken succes werd in de daarop volgende jaren tot 1959 van Rederij Flevo de Kasteel Staverden gehuurd. Met de ervaring die zo met gecharterde schepen was opgebouwd, konden speciaal voor dit doel ontworpen eigen schepen in opdracht worden gegeven. Die schepen zijn genoemd naar de oprichter van het Rode Kruis, Henri Dunant.
Anno 2009 brachten jaarlijks circa 3250 chronisch zieken, ouderen en gehandicapten hun vakantie door aan boord van het vakantieschip. Het vaart 42 weken per jaar over de Nederlandse wateren en biedt dan wekelijks plaats aan een nieuwe groep vakantiegangers.

## J. Henry DunantENI Nummer02310503

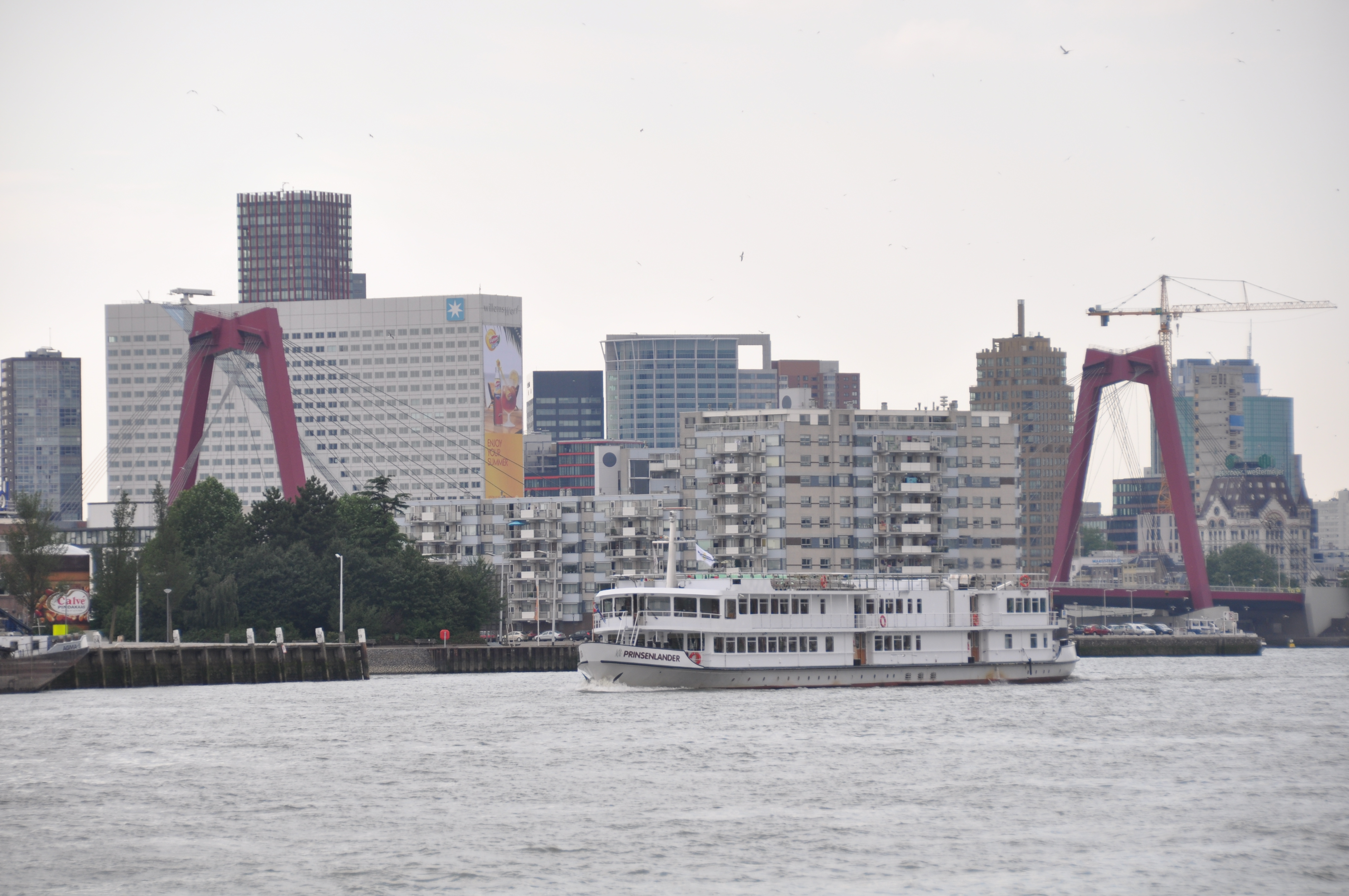
opvarend voor Rotterdam

- Gebouwd door: Scheepswerf Bodewes in Millingen a/d Rijn, Nederland
- Bouwnummer: 548
- Lengte: 64,56 m
- Breedte: 8,20 m
- Diepgang: 1,74 m
- Voortstuwing: 2x 260 pk Stork-Ricardo
- Passagiers: 74
- Vrijwilligers: 39
- Bemanning: 12

### Geschiedenis
- 1959 Gedoopt J. Henry Dunant en tewatergelaten voor het Nederlandse Rode Kruis in Den Haag Vlag: Nederland
- 1968 Verbouwd, aantal passagiers nu 68
- 1973 Verkocht aan de Nationale Stichting Varende Recreatie Herdoopt: Prins Willem Alexander
- Hermotorisering: 2x Volvo 400 pk
- 1997 Aanvaring met het motorschip ’Marbi’ op de rivier de Maas[1]
- 2003 Opgelegd in Den Oever
- 2005 Verkocht aan Prinsenland Partyschepen BV in Dinteloord.  Herdoopt: Prinsenlander Vlag: Nederland
- 2014 Verkocht aan Rondvaart Europoort B.V. met als thuishaven Maassluis.[2]

## J. Henry Dunant ENI Nummer 02402045

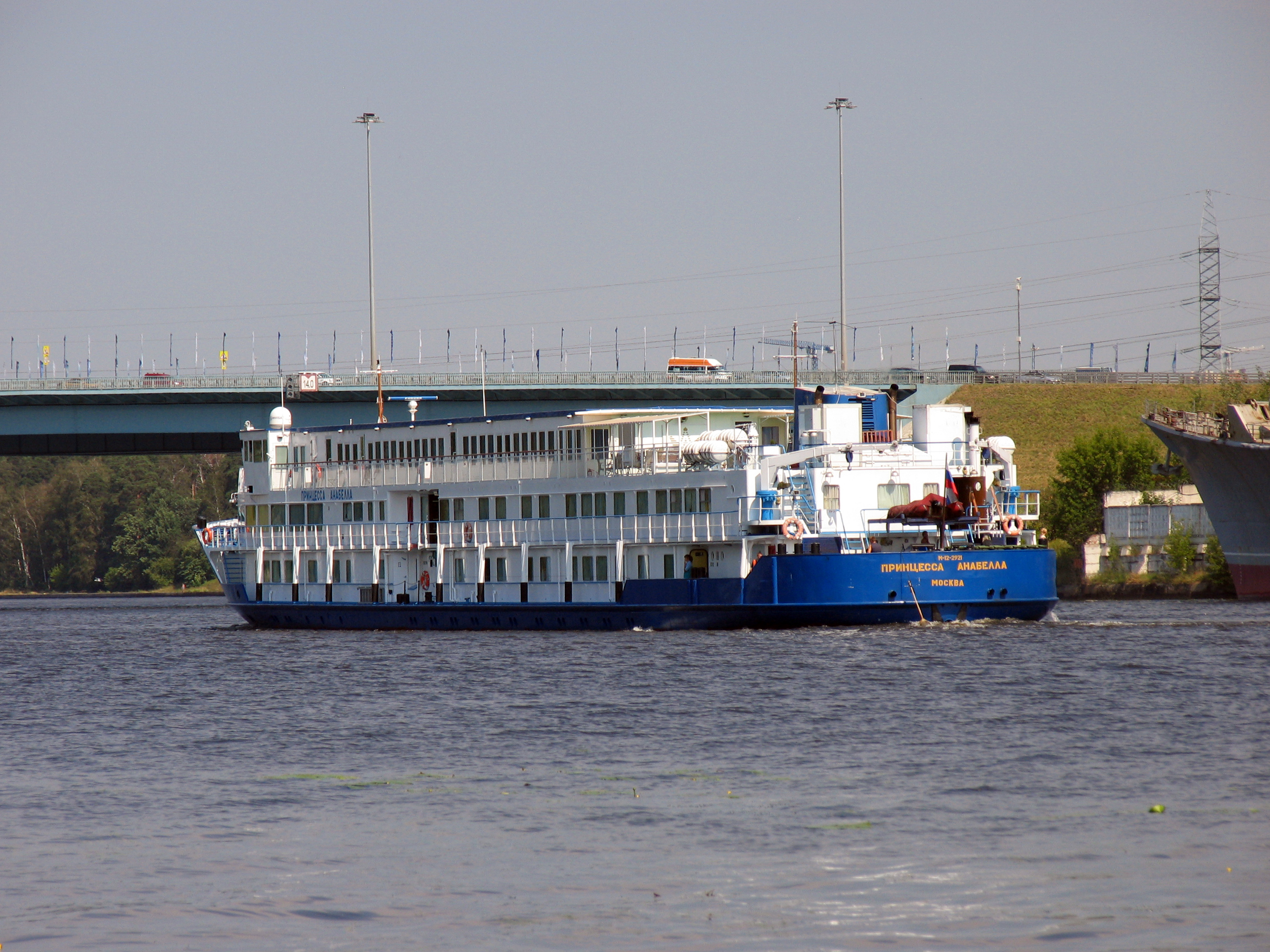
Принцесса Анабелла (Prinses Anabella), ex J. Henry Dunant II

- Gebouwd door Arnhemsche Scheepsbouw in Arnhem, Nederland
- Bouwnummer: 463
- Lengte: 80,40 m
- Breedte: 11,20 m
- Diepgang: 1,95 m
- Voortstuwing: Stork 2 x 525 pk
- Passagiers: 68
- Vrijwilligers:
- Bemanning:

### Geschiedenis
- 1973 Gedoopt J. Henry Dunant en tewatergelaten voor het Nederlandse Rode Kruis in Den Haag Vlag: Nederland
- 1996 Ingeruild bij de werf de Hoop in Lobith. Herdoopt: Henry Ingezet als logementsschip
- Verkocht aan Caravella Cruises in Moskou
- 01-10-2005 vanuit Delfzijl op transport naar St. Petersburg.
- 2006 Herdoopt: Принцесса Анабелла (Prinses Anabella). Vlag: Rusland

## J. Henry Dunant ENI Nummer 02322387

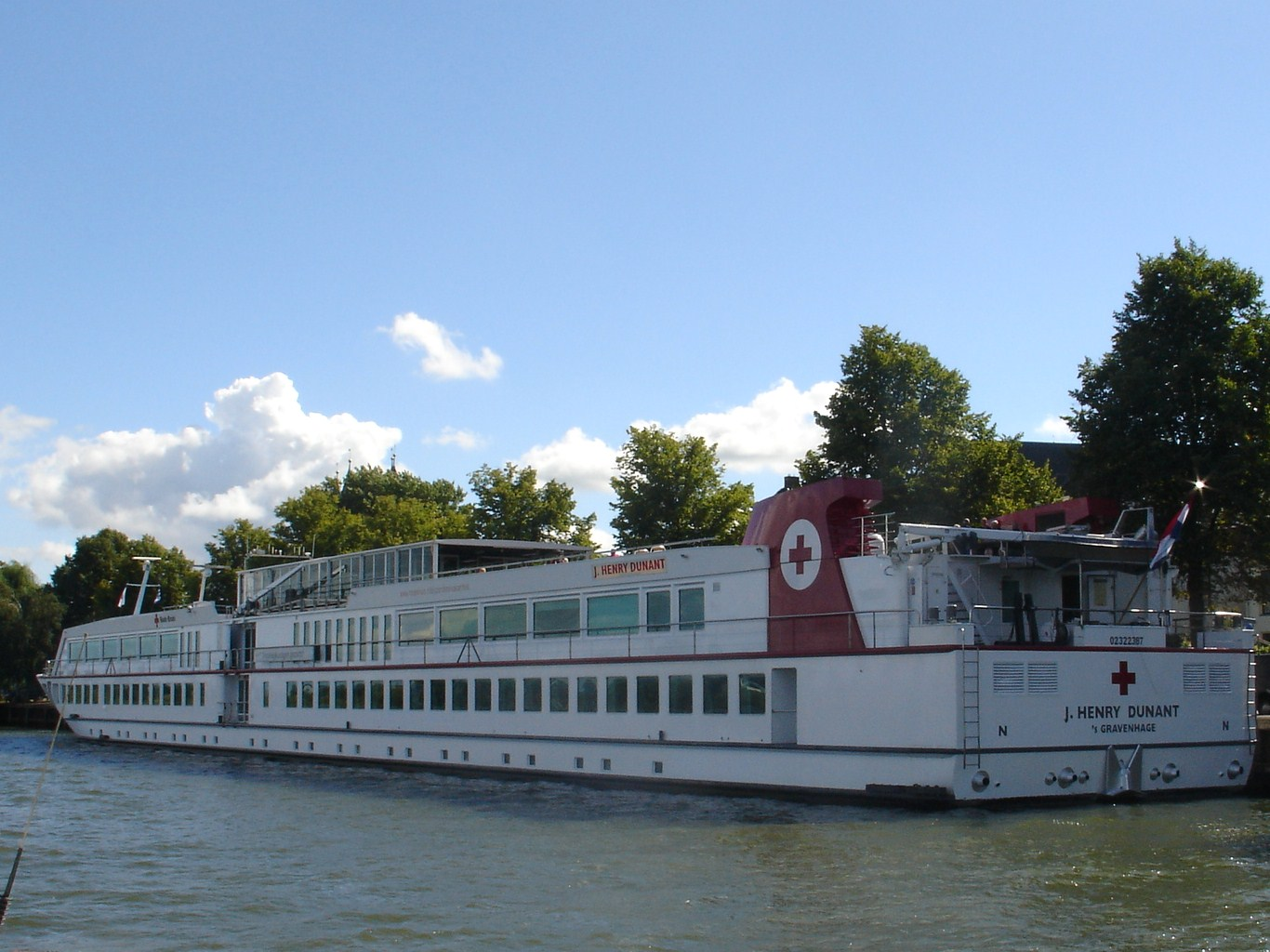
Het schip aan de kade in Kampen

- Gebouwd door Scheepswerf de Hoop in Lobith
- Bouwnummer: 364
- Lengte: 96,30 m
- Breedte: 11,40 m
- Diepgang: 1,70 m
- Voortstuwing:  2x 867 pk Caterpillar
- Passagiers: 67 chronisch zieke of gehandicapte gasten
- Vrijwilligers: 53
- Bemanning: 16

### Geschiedenis
- 1996: Gedoopt J. Henry Dunant en tewatergelaten voor de J.H. Dunant Stichting in Den Haag Vlag: Nederland
- 2016: Verkocht aan de Four Seasons Travel Group BV in Hendrik-Ido-Ambacht[3] Sindsdien werd het schip geëxploiteerd door de reisorganisatie Amicitia, onder de naam NRK Cruises.[4][5]
- 2019: Verkocht aan Rijfers Nautical Management in Valetta Nieuwe naam: Viola.

## Media

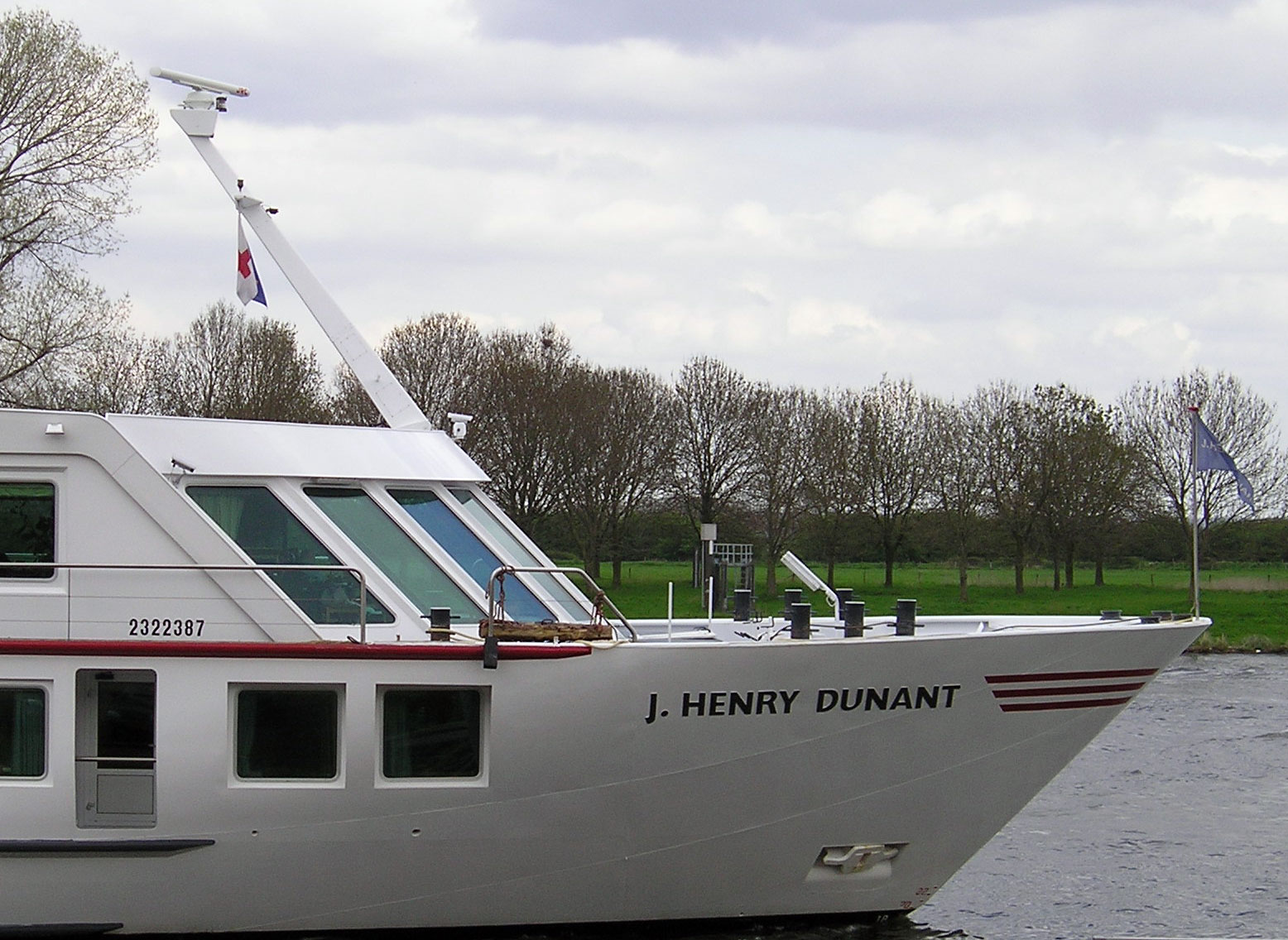
Henry Dunant III (boeg)
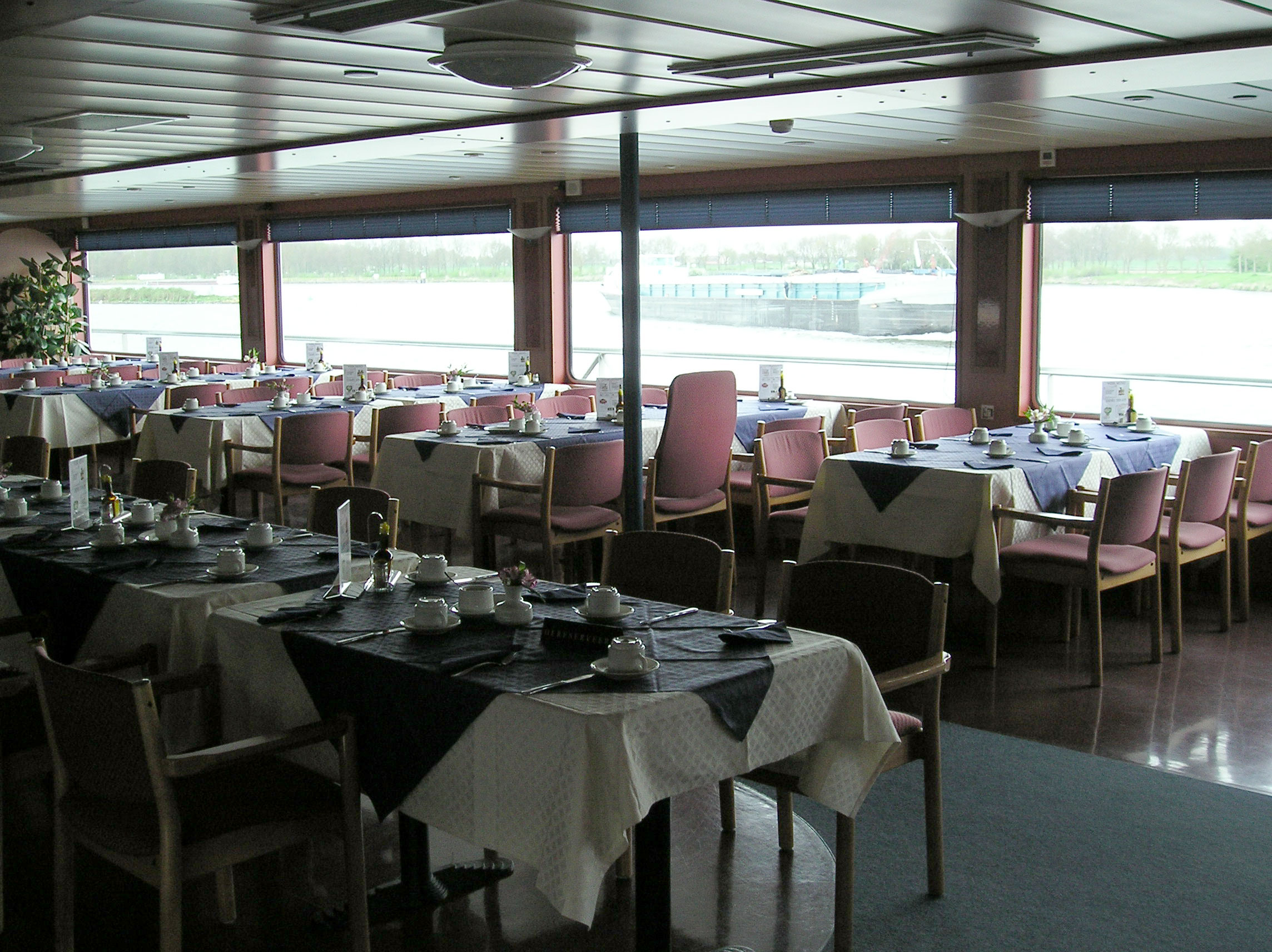
Henry Dunant III (restaurant)
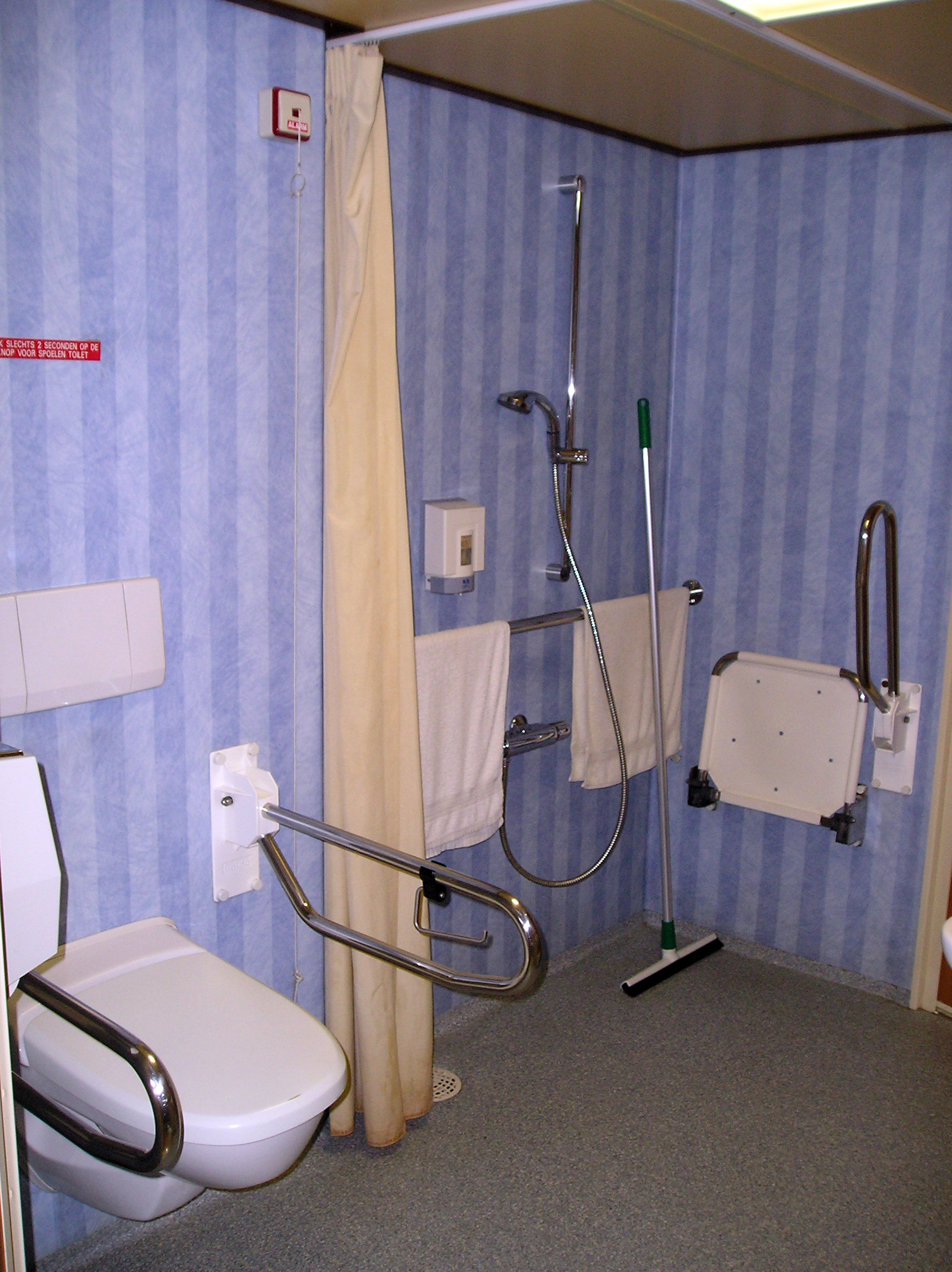
Henry Dunant III (toilet/douche)
- Polygoonjournaal uit 1973